# Bybanen, Bergen

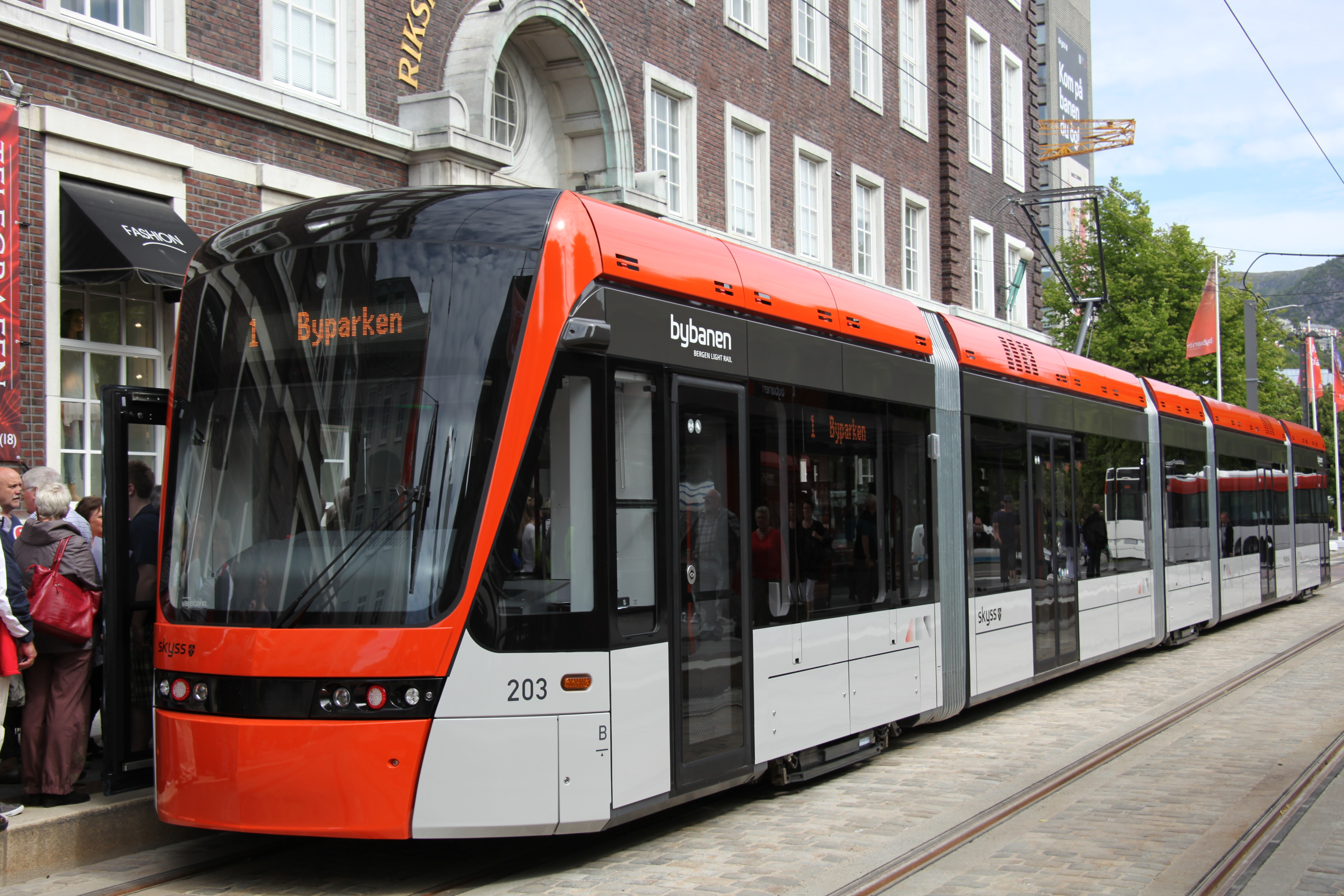
En Variotram första dagen i trafik med passagerare, den 22 juni 2010

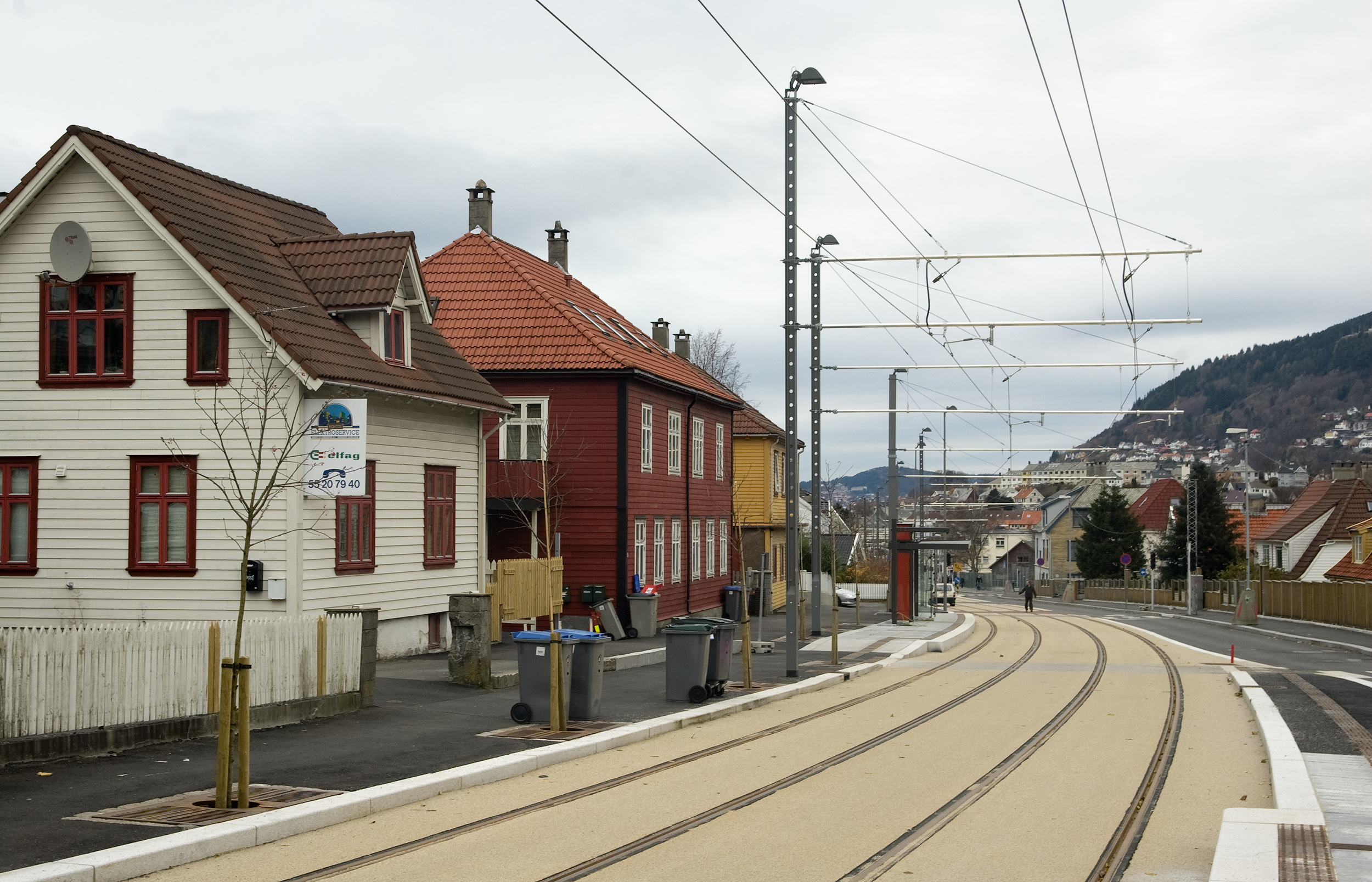
Station Brann vid Inndalsveien

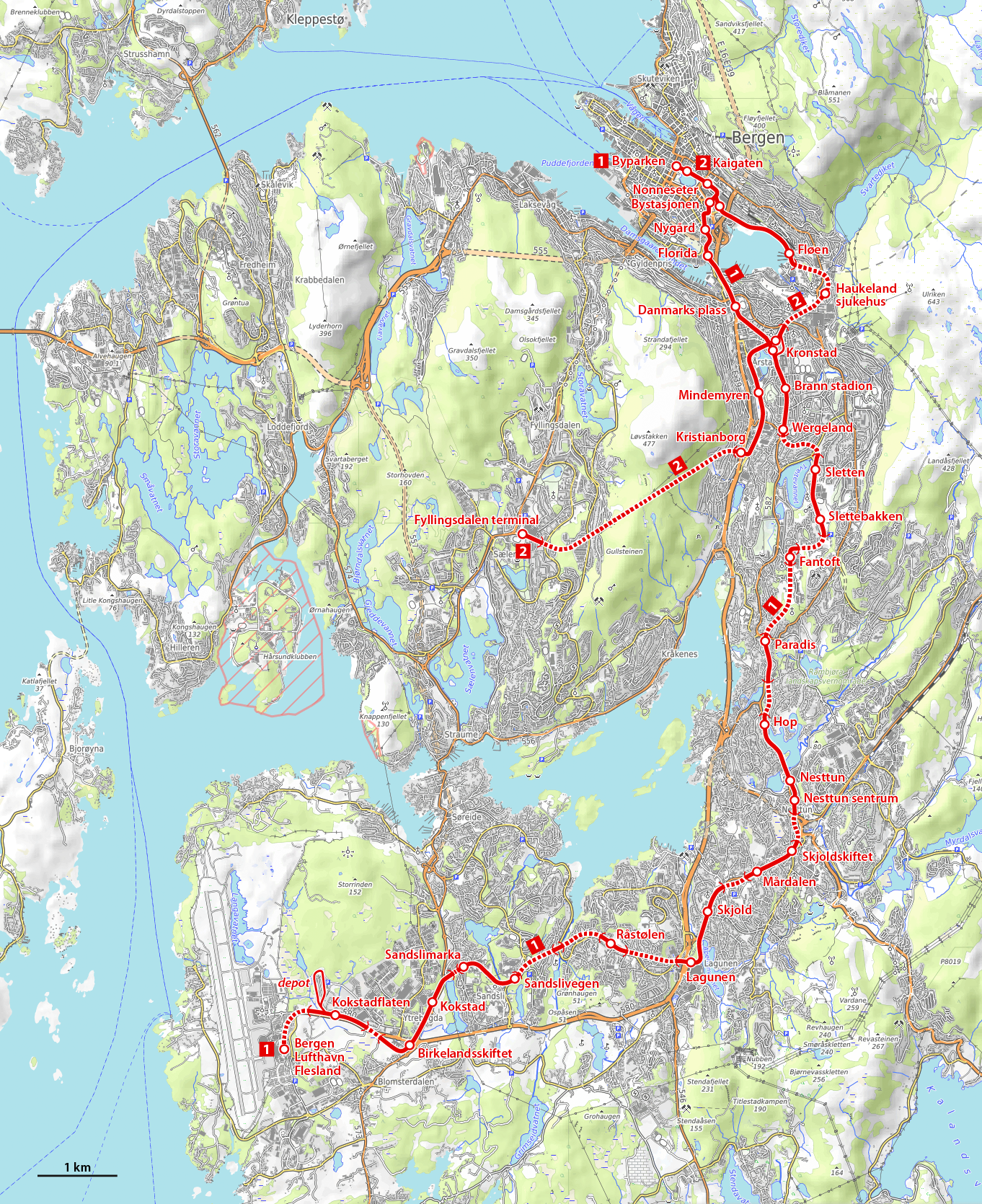
Linjekarta

Bybanen i Bergen är en spårvägslinje i Bergen i Norge, som invigdes 2010. Längden är 20 kilometer. Den går mellan centrala Bergen och Bergens flygplats med totalt 27 hållplatser. Ägare till banan är Vestland fylke genom bolaget Bybanen AS. Det är en snabbspårväg, som går på egen banvall. 
Tjugoåtta Variotram-spårvagnar med 41,1 meters längd levererades av Stadler Rail. De tjugo första spårvagnarna var vid leverans 32,3 meter långa, men har därefter förlängts till 41,4 meter.
Trafiken på linjen ingår i Vestland fylkes trafikbolag Skyss trafiksystem.

## Historik
Bergen har tidigare haft spårväg med tre linjer, mellan 1897 och 1965.  Längs några hundra meter vid Bergens tekniske museum i Møhlenpris drivs idag museitrafik.
År 2005 beslöt Bergens stad att bygga en ny spårväg, vilket skedde 2008–2010 på sträckan från Bergens centrum till Nesttun. En andra etapp till Lagunen öppnades för trafik 2013. Dessa båda sträckor har en sammanlagd längd på 13,2 kilometer, och banan har därefter till 2017 förlängts 7,1 kilometer till Bergens flygplats, Flesland.
En andra linje är under byggnad från  centrum till Fyllingsdalen i sydväst. Den beräknas öppnas för trafik vid årsskiftet 2022/2023. En linje norrut till Åsane är sedan länge på planeringsstadiet. Den har försenats av politisk oenighet om banans sträckning genom Bergens centrum.